# Gomes Manrique (poeta)
Diego Gómez Manrique de Lara y de Castilla (1412-1490) (* Amusco, 1412 † Toledo, novembro de 1490), Senhor de Villazopeque e Cordovilla, foi humanista, poeta e dramaturgo espanhol. Foi defensor da causa dos reis católicos (1475), era irmão do Conde de Paredes de Nava (1406-1476), tio do poeta Jorge Manrique (1440-1479) e sobrinho do humanista Íñigo López de Mendoza (1398-1458).

## Biografia
Era o quinto filho de Pedro Manrique de Lara y Mendoza (1382-1440), prefeito de Leão e de dona Leonor de Castilla y Albuquerque. Seus avós paternos eram Diego Gómez Manrique de Lara y Leyva e Joana de Mendoza, que depois de viúva, torna a casar com Alonso Enríquez, bisavô do rei Fernando II, o Católico. Por parte de sua mãe, seu avós eram Fradrique de Castella, filho ilegítimo do rei Henrique II, e Eleonor Sánchez de Castilla. Um de seus irmãos se tornou mestre da Ordem de Santiago Rodrigo Manrique, o protagonista dos famosos "Coplas por la muerte de su padre", de Jorge Manrique.
Gómez Manrique entrou para a vida pública em tenra idade, teve papel proeminente contra o condestável Álvaro de Luna, na Primeira Batalha de Olmedo, durante o reinado de D. João II, apoiou Miguel Lucas de Iranzo contra Henrique IV, na famosa Farsa de Ávila (1465) e declarou-se a favor da então infanta Isabel, a futura Isabel de Castela (1451-1504), de quem foi embaixador e cujo casamento, em 1469, com Ferdinando de Aragão, foi promovido por ele.
Além de ser renomado militar, ele atuou com moderada influência política, e quando foi nomeado corregedor de Toledo (1474), estava preocupado em proteger os judeus converidos dos ressentimentos populares.
Ele herdou o gosto literário de seu tio Iñigo López de Mendoza y de la Vega, Marquês de Santillana, e foi muito respeitado em sua época, mas a sua reputação seria mais tarde eclipsada pela de seu sobrinho Jorge Manrique, filho do seu irmão mais velho Rodrigo Manrique de Lara, cuja obra "Coplas por la muerte de su padre" foi reimpressa várias vezes.
Os poemas de Gómez Manrique só foram impressos após 1885, quando foram editados por Antonio Paz y Melia. Eles, imediatamente, revelaram um poeta de mérito eminente, e é quase certo que os seus "Consejos", endereçados a Diego Arias de Ávila, inspiraram a mais famosa obra de seu sobrinho. Seus versos didáticos foram modelados com base naqueles criados pelo seu tio, o Marquês de Santillana.
O seu testamento está datado de 31 de Maio de 1490, e sabe-se ter ele morrido antes de 16 de Fevereiro de 1491.

## Obras
- Cancionero
- Representación del nacimiento de Nuestro Senor, 1467-1481
- Consolatoria, dedicada a sua mulher Juana de Mendoza
- Planto de las virtudes y la poesía, 1548
- Consejos para el señor Diego Arias de Ávila, uma das obras favoritas de Henrique IV,
- Batalla de amores
- Defunción del noble caballero Garcilaso de la Vega
- Breve tratado para unos momos… para celebrar o aniversário de Alfonso XII, Arévalo 1467-11-17